# Crans-Montana
Crans-Montana är en ort och kommun i distriktet Sierre i kantonen Valais i Schweiz. Kommunen har 10 488 invånare (2023).
Kommunen består av orterna Crans-Montana, Montana Village, Randogne, Chermignon, Chermignon-d'en-Bas, Mollens, Aminona, Loc, Corin-de-la-Crête och Ollon. Skidorten Crans-Montana har bildats ur de sammanvuxna orterna Crans-sur-Sierre och Montana. Den västligaste delen av skidorten, Crans-sur-Sierre, ligger i kommunen Lens.
Kommunen skapades den 1 januari 2017 genom sammanslagningen av de tidigare kommunerna Chermignon, Mollens, Montana och Randogne.
En majoritet (82,3 %) av invånarna är franskspråkiga (2014). En tyskspråkig minoritet på 4,5 % och en italienskspråkig minoritet på 2,7 % lever i kommunen. 67,0 % är katoliker, 8,2 % är reformert kristna och 24,8 % tillhör en annan trosinriktning eller saknar en religiös tillhörighet (2014).
I Crans-Montana anordnades världsmästerskapen i alpin skidsport 1987.
Skådespelaren Roger Moore bodde i Crans-Montana i många år, där han även avled 2017.